# Интервальные повторения
Интервальные повторения (англ. spaced repetition) — это научно обоснованный метод удержания в памяти, заключающийся в повторении запомненного учебного материала по определённым, постоянно возрастающим интервалам, который обычно используется при работе с флеш-карточками. Новые и более сложные карточки показываются чаще, а старые и менее сложные — реже, чтобы использовать психологический эффект промежутка (cм. Система Лейтнера). Доказано, что использование интервального повторения повышает скорость обучения.
Хотя этот принцип может найти применение для запоминания любой информации, интервальное повторение получило наиболее широкое распространение при ситуациях, когда необходимо запомнить много элементов и удерживать их в памяти неопределенное время. Поэтому он хорошо подходит для решения проблемы приобретения словарного запаса в процессе изучения второго языка.
Интервальные повторения не предполагают заучивания наизусть без понимания (но и не исключают его), и не противопоставляются мнемонике. Совместное применение тестирования и интервального повторения способны выявить эффект тренированного улучшения долговременной памяти. Таким образом, запоминание может стать более легким.
Формула Интервального повторения Y=2,5X+1, где Y — день, когда информация начнёт забываться, забывание идет постепенно и равняется Y дням, X — день последнего повторения после заучивания. Потенциал конечного интервала равен бесконечности. Некоторые слова и фразы могут запоминаться лучше, а другие хуже. Интервальные повторения чаще всего используют совместно с физической системой карточек. Кроме того, были разработаны электронные программы, ещё сильнее облегчающие использование техники интервального повторения.
```
Пример. День 0 — первичное заучивание. Y = 2,5 * 0 + 1 = 1

День 1 — повторение. Y = 2,5 * 1 + 1 = 3,5 (день 2 — отдых).

День 3 — повторение. Y = 2,5 * 3,5 + 1 = 9,75 (дни 4-8 — отдых).

День 9 — повторение. Y = 2,5 * 9,75 + 1 = 25,375 (дни 10-24 — отдых).
[
4
]
[
5
]
```

## Исследования и применение
Идея, что интервальные повторения можно использовать для улучшения процесса обучения, впервые была предложена в книге «Психология обучения» (англ. Psychology of Study), написанной профессором Алеком Мейсом в 1932 году: «Возможно, наиболее важными открытиями являются те, которые касаются соответствующего распределения периодов обучения… Акты пересмотра должны проходить через постепенно увеличивающиеся интервалы, примерно через один день, два дня, четыре дня, восемь дней и так далее».
В 1939 году, Спитцер протестировал эффект методики на студентах шестого года обучения в Айове, которые изучали научные факты. Спитцер исследовал метод на более чем 3600 студентах и доказал его эффективность. Но эта ранняя работа оставалась незамеченной до конца 60-х, когда когнитивные психологи, в особенности Мелтон Ландауэра и Бьорка, исследовали манипуляцию с интервалами повторения как способ улучшить запоминание. Примерно в то же время Пимслер стал первопроходцем в практическом применении теории интервальных повторений для обучения языкам и в 1973-м Себастьян Лейтнер придумал «Систему Лейтнера», универсальную систему обучения, основанную на карточках.
Широкое распространения персональных компьютеров в 1980-х годах, позволило применять интервальные повторение в программных решениях изучения языков, тем автоматизировать планирование и сбор статистики, масштабирование до тысяч карт, планируемых индивидуально. Позволив пользователю получить высокий уровень запоминания (например, 90 % всего правильно вспомненного материала в любой момент времени), программа регулирует интервалы между повторениями. Трудный материал появляется чаще, а легкий — реже, причем трудность определяется в зависимости от того, насколько легко пользователь может дать правильный ответ.
С увеличением интервала, с повышением первоначальных исследовании, повышается и процент точности в моменты тестирования. Считается, что интервальные повторения эффективны, потому что с каждым увеличением интервала становится сложнее извлечь информацию из-за времени, прошедшего между периодами воспроизведения; — это создает более глубокий уровень обработки выученной информации в долгосрочной памяти в каждый момент времени. Ещё одна причина, по которой с увеличением интервала происходит закрепление, заключается в том, что первый тест происходит на ранних этапах процесса обучения. Если после первоначального запоминания следует успешное повторение, оно с большей вероятностью воспроизведётся в следующих тестах. Хотя увеличивающиеся интервалы обычно ассоциируется с интервальными повторениями, график с массовыми повторениями, также является частью её процедуры. Интервальные повторения обычно изучались с помощью запоминания фактов. Традиционно, они не применялось в областях, где требовались сложные манипуляции или размышления не считая над простой фактической / семантической информацией. Однако, недавние исследования, проведенные Пашлером, Рорером, Чепедой и Карпентером, участники должны были выучить простое математическое правило, используя либо интервальный, либо массовый график повторения. Выполнявшие задания с интервальным повторением, показали более высокие результаты в итоговом тесте, проведенном после заключительного занятия.
Это показывает, что интервальное повторение можно использовать не только для запоминания простых фактов или контекстных данных, но и в тех областях где требуется манипулирование и использование определённых принципов или формул (например, y = mx + b). Эти исследователи также обнаружили, что если участник при тестировании давал неправильный ответ, он, скорее всего, ответит на следующие тесты правильно, если исследователь даст ему верный ответ после некоторой задержки. Интервальное повторение — это полезный инструмент, который подходит для обучения во многих областях, большое количество многолетних исследовании способствовали использованию и применению интервальных повторении, и оно по-прежнему остается предметом интереса многих ученных.
На протяжении многих лет, разрабатывались методики и тесты для улучшения состояния пациентов с проблемами памяти. Интервальное повторение — одно из таких методик, помогающих от запоминания фактов до восстановления навыков и воспоминаний. Восстановительная практика используется для того, чтобы проверить, способен ли человек вспомнить что-то сразу после того, как он это увидел или изучил. Более широкое применение нашлось в методе улучшения долговременной памяти, в первую очередь для маленьких детей, с проблемами обучения, и пожилых людей с заболеваниями памяти.

## Известные исследователи
- Герман Эббингауз
- Томас Ландауэр и Роберт А. Бьорк
- Сесил Алек Мейс

## Известные практиканты
- Пол Пимслер
- Себастьян Лейтнер
- Пиотр Вознияк
- Джереми Ховард

## Программы и сайты
Большинство программ и веб-сайтов для осуществления интервальных повторений требуют ручного ввода материала посредством создания карточек вида вопрос-ответ; когда наступает время для повторения, показывается одна сторона карточки («вопрос»), и пользователь должен проверить, как он его знает. После этого он смотрит «ответ» и проверяет себя, указывая программе в виде оценки, насколько хорошо он помнит данную карточку. Программа изменяет интервал повторения в соответствии с используемым алгоритмом.
Функциональность таких программ часто включает:
- Вопрос/ответ могут быть в виде картинки или звукового файла для тренировки распознавания устной речи .
- Автоматическое создание перевернутых пар карточек, или множества пересекающихся карточек из набора данных (удобно при изучении иероглифов).
- Вывод дополнительной информации разного характера (например статистики).
- Поддержка продвинутых способов ввода данных, таких как LaTeX.
- Объединение с онлайновым сообществом, например в виде обмена учебным материалом.

Наиболее известные программы и веб-сайты: Anki, Memrise, Mnemosyne, Memorizer, SuperMemo, Synap, Brainscape, Cerego, Course Hero, Lingvist, Pleco Software, Quizlet, Skritter, WaniKani (см. Список программ для запоминания).

## Бумажные карточки
Система Лейтнера — это метод использования двусторонних карточек, который был предложен немецким научным журналистом Себастьяном Лейтнером в 1970-х годах. Это простая реализация принципа интервального повторения, когда карточки просматриваются через все большие промежутки времени.
В этом метод карты сортируются на группы в зависимости от того, насколько хорошо ученик знает каждую из них в учебной коробке Лейтнера. Учащиеся пытаются вспомнить решение, записанное на обороте карточки. Если им это удается, они отправляют карточку в следующую группу. Если не удается, они возвращают её в первую. В каждой последующей группе проходит больше времени, прежде чем учащийся должен вновь обратиться к карточкам. В оригинальном методе Лейтнера, опубликованном в его книге «Как научиться учиться» (немц.'So lernt man Lernen'), график повторения определялся размером перегородок в учебной коробке. Они составляли диаметром 1, 2, 5, 8 и 14 см. Только когда перегородка заполнялась, ученик мог просмотреть некоторые из содержащихся в ней карточек, передвигая их вперед или назад, в зависимости от того, запомнил ли он их.

## Аудио инструкции
Градуированное интервальное запоминание — это тип интервального повторения, опубликованнoe Полом Пимслером в 1967 г. И используется в его системе изучения языка и особенно подходит для аудио обучения благодаря очень короткому времени (измеряемому в секундах или минутах) между первыми повторениями, по сравнению с другими формами интервального повторения, которые не требуют такого точного времени. Интервалы, опубликованные в работе Пимслерa, были следующими: 5 секунд, 25 секунд, 2 минуты, 10 минут, 1 час, 5 часов, 1 день, 5 дней, 25 дней, 4 месяца и 2 года.

## Дальнейшее чтение
- Caple, C. (1996). «The Effects of Spaced Practice and Spaced Review on Recall and Retention Using Computer Assisted Instruction». Dissertation for the degree of Doctor of Education, North Carolina State University.
- de Boer, V. (2003, August). «Optimal Learning and the Spacing Effect: Theory, Application and Experiments based on the Memory Chain Model». Artificial Intelligence Master’s Thesis for Computational Psychology, University of Amsterdam.
- Dempster, F. N. (1988). «The Spacing Effect: A Case Study in the Failure to Apply the Results of Psychological Research». American Psychologist, 43(8), 627—634.
- Greene R. L. (2008). Repetition and spacing effects. In Roediger H. L. III (Ed.), Learning and memory: A comprehensive reference. Vol. 2: Cognitive psychology of memory (pp. 65–78). Oxford: Elsevier.
- Karpicke, J. D., & Roediger, H. L. (2007). «Expanding Retrieval Practice Promotes Short-Term Retention, but Equally Spaced Retrieval Enhances Long-Term Retention». Journal of Experimental Psychology: Learning, * Memory, and Cognition, 33(4), 704—719.
- Kerfoot, B. P.; Baker, H. E.; Koch, M. O.; Connelly, D.; Joseph, D. B.; Ritchey, M. L. Randomized, Controlled Trial of Spaced Education to Urology Residents in the United States and Canada (англ.) // The Journal of Urology[англ.] : journal. — 2007. — Vol. 177, no. 4. — P. 1481—1487. — doi:10.1016/j.juro.2006.11.074. — PMID 17382760.
- Pavlik, P. I. (2005). The Microeconomics of Learning: Optimizing Paired-Associate Memory. PhD, Carnegie Mellon.
- Pavlik, P. I.; Anderson, J. R. Using a model to compute the optimal schedule of practice (англ.) // Journal of Experimental Psychology[англ.] : journal. — 2008. — Vol. 14, no. 2. — P. 101—117. — doi:10.1037/1076-898X.14.2.101. — PMID 18590367.